# キング・オブ・ザ・リング
キング・オブ・ザ・リング（King of the Ring）は、アメリカ合衆国のプロレス団体WWEが主催するプロレスのトーナメント、またはかつて開催されていた興行、およびそのPPV放送である。興行は一年に一回行われ、かつてはWWEの5大PPVの一つに数えられていた。
トーナメントは1985年に第一回大会が開かれ、1993年からPPV化された。優勝者の多くがその後、団体のトップスターへと成長していったことからトップスターへの登竜門とされ優勝者にサマースラムでのWWE王座への挑戦権が与えられた年もあった。2リーグ制施行に伴い2002年のブロック・レスナーの優勝を最後にトーナメント、興行共に廃止される。しかし2006年にスマックダウン内でトーナメントが復活。決勝はPPV「ジャッジメント・デイ」内で行われた。2年後の2008年にはRAWの3時間スペシャルにおいてワンデートーナメント方式で開催された。2010年にも11月29日のRAWの3時間スペシャルにおいて開催された。
キング・ブッカー、キング・シェイマス、キング・バレット、キング・ウッズなど、大会優勝を機に一時的にキングギミックを名乗りだす選手も多い。
2023年には女子トーナメントとなるクイーン・オブ・ザ・リングが、2024年はキング、クィーン共にサウジアラビアで開催予定である。

## 歴代優勝者

### キング・オブ・ザ・リング
| 回     | 優勝者                           | 準優勝                 | 開催年 |
| ------ | -------------------------------- | ---------------------- | ------ |
| 第1回  | ドン・ムラコ                     | ティト・サンタナ       | 1985年 |
| 第2回  | ハーリー・レイス                 | ペドロ・モラレス       | 1986年 |
| 第3回  | ランディ・サベージ               | キングコング・バンディ | 1987年 |
| 第4回  | テッド・デビアス                 | ランディ・サベージ     | 1988年 |
| 第5回  | ティト・サンタナ                 | リック・マーテル       | 1989年 |
| 第6回  | ブレット・ハート                 | IRS                    | 1991年 |
| 第7回  | ブレット・ハート                 | バンバン・ビガロ       | 1993年 |
| 第8回  | オーエン・ハート                 | レイザー・ラモン       | 1994年 |
| 第9回  | メイブル                         | サビオ・ベガ           | 1995年 |
| 第10回 | スティーブ・オースチン           | ジェイク・ロバーツ     | 1996年 |
| 第11回 | ハンター・ハースト・ヘルムスリー | マンカインド           | 1997年 |
| 第12回 | ケン・シャムロック               | ザ・ロック             | 1998年 |
| 第13回 | ビリー・ガン                     | X-パック               | 1999年 |
| 第14回 | カート・アングル                 | リキシ                 | 2000年 |
| 第15回 | エッジ                           | カート・アングル       | 2001年 |
| 第16回 | ブロック・レスナー               | ロブ・ヴァン・ダム     | 2002年 |
| 第17回 | ブッカー・T                      | ボビー・ラシュリー     | 2006年 |
| 第18回 | ウィリアム・リーガル             | CMパンク               | 2008年 |
| 第19回 | シェイマス                       | ジョン・モリソン       | 2010年 |
| 第20回 | バッド・ニュース・バレット       | ネヴィル               | 2015年 |
| 第21回 | バロン・コービン                 | チャド・ゲイブル       | 2019年 |
| 第22回 | エグゼビア・ウッズ               | フィン・ベイラー       | 2021年 |
| 第23回 | グンター                         | ランディ・オートン     | 2024年 |
| 第24回 | コーディ・ローデス               | ランディ・オートン     | 2025年 |

## 試合結果

### 第1回大会(1993年)WWF King of the Ring 1993
- 開催日 : 6月13日
- 開催場所 : オハイオ州デイトンのナッター・センター
- 観客動員数 : 6,500人

- ダーク・マッチ/USWAヘビー級王座戦 -Dark Match/USWA Heavyweight Championship-

○パパ・シャンゴ vs オーエン・ハート●
- キング・オブ・ザ・リング準々決勝 -King of the Ring Quarter-Final Match-

○ブレット・ハート vs レイザー・ラモン●
○ミスター・パーフェクト vs ミスター・ヒューズ（w / ハービー・ウィップルマン）●
○バンバン・ビガロ vs ジム・ドゥガン●
△タタンカ vs レックス・ルガー△
- キング・オブ・ザ・リング準決勝 -King of the Ring Semi-Final Match-

○ブレット・ハート vs ミスター・パーフェクト●
- WWF王座戦 -WWF Championship-

●ハルク・ホーガン(c)（w / ジミー・ハート） vs ヨコズナ（w / ミスター・フジ）○
- 8人タッグ・マッチ -8 man tag team Match-

○ザ・スモーキン・ガンズ(ビリー・ガン&バート・ガン)&スタイナー・ブラザーズ(リック・スタイナー&スコット・スタイナー) vs ヘッドシュリンカーズ(ファトゥ&サムゥ)（w / アファ)&マネー・インコーポレーテッド(テッド・デビアス&アーウィン・R・シャイスター)●
- WWFインターコンチネンタル王座戦 -WWF Intercontinental Championship-

○ショーン・マイケルズ(c)（w / ディーゼル） vs クラッシュ●
- キング・オブ・ザ・リング決勝戦 -King of the Ring Final Match-

○ブレット・ハート vs バンバン・ビガロ●

### 第2回大会(1994年)WWF King of the Ring 1994
- 開催日 : 6月19日
- 開催場所 : メリーランド州ボルチモアのボルチモア・アリーナ
- 観客動員数 : 12,000人

- ダーク・マッチ -Dark Match-

○スパーキー・プラグ vs クワン（w / ハービー・ウィップルマン）●
- キング・オブ・ザ・リング準々決勝 -King of the Ring Quarter-Final Match-

○レイザー・ラモン vs バンバン・ビガロ●
○アーウィン・R・シャイスター vs メイブル（w / オスカー）●
○オーエン・ハート vs タタンカ●
○1-2-3キッド vs ジェフ・ジャレット●
- WWF王座戦 -WWF Championship-

●ブレット・ハート(c)（w / ジム・ナイドハート） vs ディーゼル（w / ショーン・マイケルズ）○
王者の反則負けのため王座移動はなし
- キング・オブ・ザ・リング準決勝 -King of the Ring Semi-Final Match-

○レイザー・ラモン vs アーウィン・R・シャイスター（w / テッド・デビアス）●
○オーエン・ハート vs 1-2-3キッド●
- WWFタッグ王座戦 -WWF Tag Team Championship-

○ヘッドシュリンカーズ(ファトゥ&サムゥ)(c) vs クラッシュ&ヨコズナ（w / ミスター・フジ）●
- キング・オブ・ザ・リング決勝戦 -King of the Ring Final Match-

○オーエン・ハート vs レイザー・ラモン●
- ○ロディ・パイパー vs ジェリー・ローラー●

### 第3回大会(1995年)WWF King of the Ring 1995
- 開催日 : 6月25日
- 開催場所 : ペンシルベニア州フィラデルフィアのスペクトラム
- 観客動員数 : 16,590人

- フリー・フォー・オール・マッチ/キング・オブ・ザ・リング出場者決定戦 -Free For All Match/King of the Ring Qualifying Match-

○サビオ・ベガ（w / レイザー・ラモン） vs アーウィン・R・シャイスター（w / テッド・デビアス）●
- キング・オブ・ザ・リング準々決勝 -King of the Ring Quarter-Final Match-

○サビオ・ベガ（w / レイザー・ラモン） vs ヨコズナ（w / ミスター・フジ、ジム・コルネット）●
○ザ・ローディー（w / ジェフ・ジャレット） vs ボブ・ホーリー●
△ショーン・マイケルズ vs カマ（w / テッド・デビアス）△
○メイブル（w / モー） vs ジ・アンダーテイカー（w / ポール・ベアラー）●
- キング・オブ・ザ・リング準決勝 -King of the Ring Semi-Final Match-

○サビオ・ベガ（w / レイザー・ラモン） vs ザ・ローディー（w / ジェフ・ジャレット）●
- "キス・マイ・フット"・マッチ -"Kiss My Foot" Match-

○ブレット・ハート vs ジェリー・ローラー●
- キング・オブ・ザ・リング決勝戦 -King of the Ring Final Match-

○メイブル（w / モー） vs サビオ・ベガ●
- ○ディーゼル&バンバン・ビガロ vs タタンカ&サイコ・シッド（w / テッド・デビアス）●

### 第4回大会(1996年)WWF King of the Ring 1996
- 開催日 : 6月23日
- 開催場所 : ウィスコンシン州ミルウォーキーのメッカ・アリーナ
- 観客動員数 : 8,762人

- フリー・フォー・オール・マッチ -Free For All Match-

ザ・ボディードナーズ(スキップ&ジップ)（w / クラウディ） vs ザ・ニュー・ロッカーズ(マーティ・ジャネッティ&リーフ・キャシディ)●
- ダーク・マッチ -Dark Match-

○ハンター・ハースト・ヘルムスリー vs アルド・モントーヤ●
- キング・オブ・ザ・リング準決勝 -King of the Ring Semi-Final Match-

○"ストーンコールド" スティーブ・オースチン vs マーク・メロ●
○ジェイク・ロバーツ vs ベイダー●
- WWFタッグ王座戦 -WWF Tag Team Championship-

○ザ・スモーキン・ガンズ(ビリー・ガン&バート・ガン)（w / サニー） vs ザ・ゴッドウィンズ(フィニアス・I・ゴッドウィン&ヘンリー・O・ゴッドウィン)●
- ○アルティメット・ウォリアー vs ジェリー・ローラー●

- ○マンカインド vs ジ・アンダーテイカー●

- WWFインターコンチネンタル王座戦 -WWF Intercontinental Championship-

●ゴールダスト(c) vs アーメッド・ジョンソン○
- キング・オブ・ザ・リング決勝戦 -King of the Ring Final Match-

○スティーブ・オースチン vs ジェイク・ロバーツ●
- WWF王座戦 -WWF Championship- 特別レフェリー : ミスター・パーフェクト

○ショーン・マイケルズ(c)（w / ホセ・ロザリオ） vs デイビーボーイ・スミス（w / ジム・コルネット、ダイアナ・スミス）●

### 第5回大会(1997年)WWF King of the Ring 1997
- 開催日 : 6月8日
- 開催場所 : ロードアイランド州プロビデンスのプロビデンス・シビック・センター
- 観客動員数 : 9,312人

- フリー・フォー・オール・マッチ -Free For All Match-

○ザ・ヘッドバンガーズ(モッシュ&スラッシャー) vs バート・ガン&ジェシー・ジェームス●
- キング・オブ・ザ・リング準決勝 -King of the Ring Semi-Final Match-

○ハンター・ハースト・ヘルムスリー（w / チャイナ） vs アーメッド・ジョンソン●
○マンカインド vs ジェリー・ローラー●
- ○ゴールダスト（w / マレーナ） vs クラッシュ（w / ディーロ・ブラウン、クラレンス・メイソン）●

- ○ハート・ファウンデーション(オーエン・ハート&ブリティッシュ・ブルドッグ&ジム・ナイドハート) vs サイコ・シッド&リージョン・オブ・ドゥーム(ホーク&アニマル)●

- キング・オブ・ザ・リング決勝戦 -King of the Ring Final Match-

○ハンター・ハースト・ヘルムスリー（w / チャイナ） vs マンカインド●
- △ショーン・マイケルズ vs "ストーンコールド" スティーブ・オースチン△

- WWF王座戦 -WWF Championship-

○ジ・アンダーテイカー(c)（w / ポール・ベアラー） vs ファルーク（w /サビオ・ベガ、クラッシュ、ディーロ・ブラウン、クラレンス・メイソン）●

### 第6回大会(1998年)WWF King of the Ring 1998
- 開催日 : 6月28日
- 開催場所 : ペンシルベニア州ピッツバーグのピッツバーグ・シビック・センター
- 観客動員数 : 17,087人

- ○ザ・ヘッドバンガーズ(モッシュ&スラッシャー)&TAKAみちのく vs カイエンタイ(フナキ&MEN'Sテイオー&ディック東郷)●

- キング・オブ・ザ・リング準決勝 -King of the Ring Semi-Final Match-

○ケン・シャムロック vs ジェフ・ジャレット●
○ザ・ロック vs ダン・スバーン●
- ○トゥー・マッチ(ブライアン・クリストファー&スコット・テイラー) vs アル・スノー&ヘッド●

特別レフェリー ジェリー・ローラー
- ○Xパック（w / チャイナ） vs オーエン・ハート●

- WWFタッグ王座戦 -WWF Tag Team Championship-

○ニュー・エイジ・アウトローズ(ロード・ドッグ&ビリー・ガン)(c)（w / チャイナ） vs ニュー・ミッドナイト・エクスプレス(ボンバスティック・ボブ&ボディシャス・バート)●
- キング・オブ・ザ・リング決勝戦 -King of the Ring Final Match-

○ケン・シャムロック vs ザ・ロック●
- ヘル・イン・ア・セル -Hell in a Cell Match-

○ジ・アンダーテイカー vs マンカインド●
- ファースト・ブラッド・マッチ形式WWF王座戦 -First Blood Match for the WWF Championship-

●"ストーンコールド" スティーブ・オースチン(c) vs ケイン（w / ポール・ベアラー）○

### 第7回大会(1999年)WWF King of the Ring 1999
- 開催日 : 6月27日
- 開催場所 : ノースカロライナ州グリーンズボロのグリーンズボロ・コロシアム
- 観客動員数 : 19,761人

- ダーク・マッチ -Dark Match-

○ミート vs カート・アングル●
- サンデー・ナイト・ヒート・マッチ -Sunday Night HEAT Match-

△ハーディー・ボーイズ(マット・ハーディー&ジェフ・ハーディー) vs エッジ&クリスチャン△
- サンデー・ナイト・ヒート・マッチ/ハンディキャップ・マッチ -Sunday Night HEAT Match/Handicap Match-

○ミディオン&ヴィセラ vs ビッグ・ボスマン●
- サンデー・ナイト・ヒート・マッチ -Sunday Night HEAT Match-

○プリンス・アルバート vs バル・ビーナス●
- サンデー・ナイト・ヒート・マッチ -Sunday Night HEAT Match-

○ケン・シャムロック vs シェイン・マクマホン●
- キング・オブ・ザ・リング準々決勝 -King of the Ring Quarter-Final Match-

○Xパック vs ハードコア・ホーリー●
○ケイン vs ビッグ・ショー●
○ミスター・アス vs ケン・シャムロック●
○ロード・ドッグ vs チャイナ（w / トリプルH）●
- ○ハーディー・ボーイズ(マット・ハーディー&ジェフ・ハーディー)（w / マイケル・ヘイズ） vs ザ・ブルード(エッジ&クリスチャン)（w / ギャングレル）●

- キング・オブ・ザ・リング準決勝 -King of the Ring Semi-Final Match-

○ミスター・アス vs ケイン●
○Xパック vs ロード・ドッグ●
- WWF王座戦 -WWF Championship-

○ジ・アンダーテイカー(c)（w / ポール・ベアラー） vs ザ・ロック●
- キング・オブ・ザ・リング決勝戦 -King of the Ring Final Match-

○ミスター・アス vs Xパック●
- ハンディキャップ・ラダー・マッチ -Handicap  Ladder Match-

○ミスター・マクマホン&シェイン・マクマホン vs "ストーンコールド" スティーブ・オースチン●

### 第8回大会(2000年)WWF King of the Ring 2000
- 開催日 : 6月25日
- 開催場所 : マサチューセッツ州ボストンのフリート・センター
- 観客動員数 : 17,651人

- キング・オブ・ザ・リング準々決勝 -King of the Ring Quarter-Final Match-

○リキシ vs クリス・ベノワ●
○バル・ビーナス（w / トリッシュ・ストラタス） vs エディ・ゲレロ（w / チャイナ）●
○クラッシュ・ホーリー vs ブル・ブキャナン●
○カート・アングル vs クリス・ジェリコ●
- 4コーナーズ・エリミネーション・マッチWWFタッグ王座戦 -Four Corners Elimination Match for the WWF Tag Team Championship-

●トゥー・クール(グランマスター・セクシー&スコッティ・2・ホッティ)(c) vs T&A(テスト&アルバート)（w / トリッシュ・ストラタス） vs ハーディー・ボーイズ(マット・ハーディー&ジェフ・ハーディー) vs エッジ&クリスチャン○
- キング・オブ・ザ・リング準決勝 -King of the Ring Semi-Final Match-

○リキシ vs バル・ビーナス●
○カート・アングル vs クラッシュ・ホーリー●
- イブニング・ガウン・マッチ形式WWFハードコア王座戦 -Evening Gown Match for the WWF Hardcore Championship-

△ジェラルド・ブリスコ(c) vs パット・パターソン△
- ハンディキャップ・テーブル・ダンプスター・マッチ -Handicap Tables Dumpster Match-

○D-ジェネレーションX(Xパック&ロード・ドッグ)&トーリー vs ダッドリー・ボーイズ(ババ・レイ&ディーボン)●
- キング・オブ・ザ・リング決勝戦 -King of the Ring Final Match-

○カート・アングル vs リキシ●
- 6人タッグチームマッチ形式WWF王座戦 -6 man tag team Match for the WWF Championship-

トリプルH(c)&●ミスター・マクマホン&シェイン・マクマホン vs ジ・アンダーテイカー&ケイン&ザ・ロック○

### 第9回大会(2001年)WWF King of the Ring 2001
- 開催日 : 6月24日
- 開催場所 : ニュージャージー州イーストラザフォードのコンチネンタル・エアラインズ・アリーナ
- 観客動員数 : 17,777人

- サンデー・ナイト・ヒート・マッチ/WWFヨーロピアン王座戦 -Sunday Night HEAT Match/WWF European Championship-

○マット・ハーディー(c)（w / リタ） vs ジャスティン・クレディブル●
- キング・オブ・ザ・リング準決勝 -King of the Ring Semi-Final Match-

○カート・アングル vs クリスチャン●
○エッジ vs ライノ●
- WWFタッグ王座戦 -WWF Tag Team Championship-

○ダッドリー・ボーイズ(ババ・レイ&ディーボン)(c) vs スパイク・ダッドリー&ケイン●
- キング・オブ・ザ・リング決勝戦 -King of the Ring Final Match-

○エッジ vs カート・アングル●
- WWFライトヘビー級王座戦 -WWF Light Heavyweight Championship-

○ジェフ・ハーディー(c) vs Xパック●
- ストリート・ファイト -Street Fight-

○カート・アングル vs シェイン・マクマホン●
- トリプルスレット形式WWF王座戦 -Triple Threat Match for the WWF Championship-

○"ストーンコールド" スティーブ・オースチン(c) vs クリス・ジェリコ vs クリス・ベノワ●

### 第10回大会(2002年)WWE King of the Ring 2002
- 開催日 : 6月23日
- 開催場所 : オハイオ州コロンバスのネイションワイド・アリーナ
- 観客動員数 : 14,200人
- 大会公式曲 : Neurotica - Ride of Your Life

- サンデー・ナイト・ヒート・マッチ -Sunday Night HEAT Match-

○ハーディー・ボーイズ(マット・ハーディー&ジェフ・ハーディー) vs レイヴェン&スティーブン・リチャーズ●
- キング・オブ・ザ・リング準決勝 -King of the Ring Semi-Final Match-

○ロブ・ヴァン・ダム vs クリス・ジェリコ●
○ブロック・レスナー（w / ポール・ヘイマン） vs テスト●
- WWEクルーザー級王座戦 -WWE Cruiserweight Championship -

●ザ・ハリケーン(c) vs ジェイミー・ノーブル（w / ニディア）○
- ○リック・フレアー vs エディ・ゲレロ●

- -WWE Women's Championship-

●トリッシュ・ストラタス(c) vs モーリー・ホーリー○
- ○カート・アングル vs ハルク・ホーガン●

- キング・オブ・ザ・リング決勝戦 -King of the Ring Final Match-

○ブロック・レスナー（w / ポール・ヘイマン） vs ロブ・ヴァン・ダム●
- WWE統一王座戦 - Undisputed WWE Championship-

○ジ・アンダーテイカー(c) vs トリプルH●

### 第11回大会(2015年)WWE King of the Ring 2015
- 開催日 : 4月28日
- 開催場所 : イリノイ州モリーンのIワイヤレスセンター

- キング・オブ・ザ・リング準決勝戦 -King of the Ring Semi-final Match-

◯ネヴィル vs シェイマス●
- キング・オブ・ザ・リング準決勝戦 - King of the Ring Semi-final Match-

◯バッド・ニュース・バレット vs Rトゥルース●
- キング・オブ・ザ・リング決勝戦 -King of the Ring Final Match-

◯バッド・ニュース・バレット vs ネヴィル●

### 第12回大会 (2024年) WWE King and Queen of the Ring
| No.                                                                             | 結果                                                                                            | 試合形式                                            | 時間  |
| ------------------------------------------------------------------------------- | ----------------------------------------------------------------------------------------------- | --------------------------------------------------- | ----- |
| 1P                                                                              | ○ビアンカ・ベレア & ジェイド・カーギル (c) vs. キャンディス・レラエ & インディー・ハートウェル● | WWE女子タッグチーム王座戦                           | 8:05  |
| 2                                                                               | ●ベッキー・リンチ (c) vs. リヴ・モーガン○                                                       | WWE女子世界王座戦                                   | 16:25 |
| 3                                                                               | ○サミ・ゼイン (c) vs. チャド・ゲイブル vs. ブロンソン・リード●                                  | トリプルスレッド形式WWEインターコンチネンタル王座戦 | 13:40 |
| 4                                                                               | ○ナイア・ジャックス vs. ライラ・ヴァルキリア●                                                   | クイーン・オブ・ザ・リング・トーナメント決勝戦      | 9:40  |
| 5                                                                               | ○グンター vs. ランディ・オートン●                                                               | キング・オブ・ザ・リング・トーナメント決勝戦        | 21:50 |
| 6                                                                               | ○コーディ・ローデス (c) vs. ローガン・ポール●                                                   | WWE統一王座戦                                       | 24:20 |
| - (c) – 試合開始時点でのチャンピオンを指す - P – プレショーで行われた試合を指す |                                                                                                 |                                                     |       |